# Hermann Raschke (Theologe)

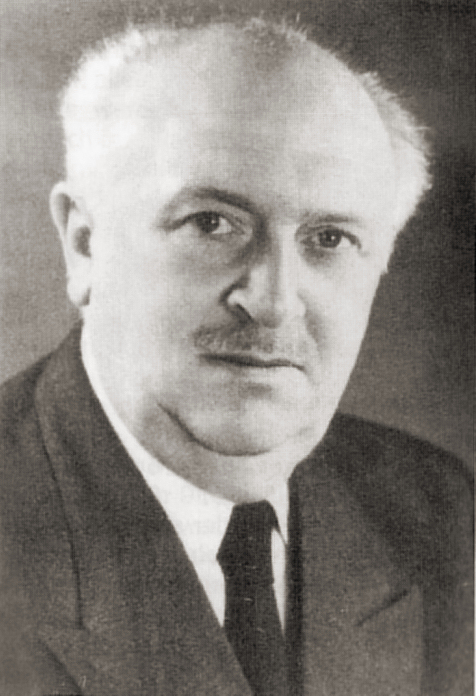
Hermann Raschke

Hermann Raschke (* 20. Oktober 1887 in Altona, Provinz Schleswig-Holstein; † 3. September 1970 in Bremen) war ein deutscher evangelischer Theologe. 40 Jahre lang war er Pastor an der Großen Kirche in Bremerhaven.

## Leben
Raschkes Vater war Schmied und starb an Tuberkulose, als der Sohn sechs Jahre alt war. Die Mutter heiratete darauf den Schneider Friedrich Kriemelmeyer. Hermann Raschke machte nach der Hauptschule eine Lehre bei einem Rechtsanwalt. Die Abende verbrachte er immer mit der Jugendgruppe des Altonaer Pastoren Clemens Schultz. Schultz erkannte Raschkes Begabungen und ermöglichte ihm den Besuch des Wilhelm-Gymnasiums in Hamburg. Dort erhielt er zu Michaelis 1910 im Alter von 23 Jahren das Reifezeugnis. Am liebsten hätte er Philosophie studiert; aber das von Pastor Schultz verschaffte Stipendium sah allein den Weg in die Evangelische Theologie vor. Während des Studiums an der Philipps-Universität Marburg lernte er seine erste Frau Auguste kennen. Er zog in den  Ersten Weltkrieg und wurde in Galizien verwundet. Darauf blieb er freigestellt.
1917 wurde Raschke als Pastor der Vereinigten Protestantischen Gemeinde in Bremerhaven berufen. Zur einjährigen Tochter Marlott kamen noch die Söhne Hartmann (1918) und Klaus (1920). Die Mutter starb schon 1923, im schlimmsten Jahr der Weimarer Republik. Die Haushälterin Hanni Meyer versorgte die Kinder. Die zweite Ehe mit Else Madrian aus Bremerhaven scheiterte im dritten Jahr. Die dritte Ehe mit Nora – „Nora et labora!“ – war glücklich. Ihr entsprang 1931 der Sohn Eckehard. Auf Raschkes Vorschlag wurde die Große Kirche 1927 nach Johann Smidt benannt.
Raschke hatte in Bremerhaven einen großen, auch politisch denkenden Freundeskreis. Politisch stand er den  Sozialdemokraten näher als allen anderen Parteien. Eine Zeitlang war er Parteimitglied. In der Zeit des Nationalsozialismus hatte er bald Probleme. Im April 1933 wurde er durch den  gleichgeschalteten Kirchenausschuss der Bremischen Kirche kurzfristig beurlaubt. Anders als 34 Bremer Pfarrer hatte er eine Ergebenheitsadresse an die nationalsozialistischen Machthaber nicht unterzeichnet. Sein Sohn Hartmann, von Jugend auf im Bund mit den Kommunisten, kam für drei Jahre ins Zuchthaus, weil er auf einer alten Druckerpresse regierungskritische Schriften verfasst hatte. Als die unierte Gemeinde 1940 zwangsweise in die Evangelisch-lutherische Landeskirche Hannovers eingegliedert werden sollte, setzten er und Ernst Walter Schmidt ihren Verbleib bei der  Bremischen Evangelischen Kirche durch.  
Der schwerste der vielen Luftangriffe auf Wesermünde am 18. September 1944 ließ von Bremerhaven wenig und von der Kirche nur den Turm stehen. Raschkes Stiefvater kam im Pfarrhaus um. Zum zweiten Mal in seinem Leben vor dem Nichts stehend, machte Raschke sich an den Wiederaufbau. Mit seinem Kollegen Schmidt sammelte er die Gemeindeglieder, die in die umliegenden Dörfer geflohen oder in den wenigen unzerstörten Häusern Bremerhavens untergekommen waren.  Für verdiente Männer aus der Gemeinde stellte er Persilscheine aus. 1952 bezog er das neue Pastoren- und Gemeindehaus zur Bürgermeister-Smidt-Gedächtniskirche. Drei Jahre nach seiner Emeritierung erlebte er im Oktober 1960 die Wiedereröffnung der Großen Kirche. Zur Freude der Bremerhavener Bevölkerung hielt er die Einweihungspredigt.

### Zwischen Philologie und Theologie
Als ausgesprochen liberaler Christ war Raschke angezogen von Friedrich Wilhelm Joseph Schelling, Georg Wilhelm Friedrich Hegel und Eduard von Hartmann.

„Meine theologisch wissenschaftliche Entwicklung stand seit 1910 unter dem Einfluß der historisch-kritischen Schule, die über Adolf Harnack hinaus die Religionen der Antike, besonders des Orients auf die Entstehung des Christentums bis ins Einzelne der Evangelien hinein verfolgte. Hier fesselte mich besonders die Frage nach der Sprache, die hinter den Evangelien steht, insbesondere die Forderung Julius Wellhausens, Göttingen, daß das Aramäische als „Sprache Jesu“ für die Erklärung der Evangelien zu berücksichtigen sei.
Mein Hang zur Metaphysik machte es mir
selbstverständlich, dass Jesus Christus eine Gestalt ist, die der metaphysischen Sphäre des Ewigen und nicht der physischen Sphäre des diesseitig Historischen angehört. Über meinem ganzen Denken und Forschen stehen die Worte Fichtes und Lessings: Das Metaphysische, nicht das Historische macht selig,’ das Historische macht nur verständig. Und das Christentum wäre überhaupt keine Religion und hätte niemals den Sieg über die hohe antike Metaphysik davongetragen, wenn es das wäre, als was Harnack und der historische Positivismus es uns darstellte: Es war einmal ein Mann namens Jesus.“

### Ruhestand in Bremen
Nach 40 Jahren  emeritiert, zog Raschke nach Bremen. Dort war er gewöhnliches Gemeindeglied von St. Remberti. Als er mit 83 Jahren gestorben war und beigesetzt wurde, hielten Rembertis Pastor Heinz Nölle und der Kommunist Folkert Potrykus Grabreden:

„Pastor Raschke liebte das freie Wort. Er sprach es aus, als die Nacht über Deutschland lag. Die Kanzel wurde zur Tribüne für die Verfolgten des Nationalsozialismus. Er war ein Rufer gegen Krieg und Unmenschlichkeit. Er und seine Familie haben dafür leiden müssen.“

## Schriften
- Der Römerbrief des Markion nach Epiphanius. Bremen 1926.
- Orte und Wege Jesu nach dem Markus-Evangelium. Vortrag auf dem Kongreß für Geschichte des Christentums, Paris 1927.
- Revolution um Gott : Thesen einer neuen Reformation. 1933.
- Der innere Logos im antiken und deutschen Idealismus. Bremen 1949.
- Das Christusmysterium: Wiedergeburt des Christentums aus dem Geiste der Gnosis. 1954.
- Von Kantate zu Kantate, 1917–1957 : zwei Predigten von Pastor Hermann Raschke ... an der Vereinigten Protestantischen Gemeinde zur Bürgermeister-Smidt-Gedächtniskirche Bremerhaven. 1957.